# Nepociano de Asturias
Nepociano fue un noble asturiano de la primera mitad del siglo IX y filiación desconocida. Usurpó el trono de Asturias a la muerte de Alfonso II el Casto (842) y fue apresado por Ramiro I.

## Vida
Fue comes palatii en la corte del rey Alfonso II el Casto de Asturias. Es citado en las crónicas como cognatus regis que, más que «cuñado» con el significado de hoy día, significaría «pariente consanguíneo». Habida cuenta de que tuvo el apoyo de astures y vascones en su lucha por el trono, es probable que fuese pariente de Alfonso II por la ascendencia materna del rey, la vascona Munia.
A la muerte del rey, aprovechando la ausencia de Ramiro I, que parece ser que había sido nombrado sucesor por Alfonso II, trató de hacerse con la corona. Reunió tropas, compuestas en su mayoría por asturianos y vascones, y trató de oponerlas a las que había reunido Ramiro I en Galicia. El encuentro tuvo lugar en la localidad de Cornellana, junto al río Narcea. El ejército de Nepociano fue derrotado finalmente. Nepociano fue capturado en Primorias (zona de Cangas de Onís), cegado y encerrado en un convento de localización desconocida.
En ocasiones, como en la Nómina leonesa, se le ha incluido efectivamente entre la nómina de los reyes de Asturias.[cita requerida]